# Moviment Patriòtic pel Renaixement Nacional
El Moviment Patriòtic pel Renaixement Nacional (en polonès Patriotyczny Ruch Odrodzenia Narodowego; PRON) va ser el Front Popular polonès successor del Front de la Unitat Nacional.

## Història
El PRON es va formar el 20 de juliol de 1982 pel Sejm de la República Popular de Polònia, i va ser declarat oficialment com un moviment que "organitzaria i conduiria un diàleg amb la societat, amb l'objectiu d'arribar a un acord i renaixement nacional". Així, el nou Front va possibilitar una major apertura a la participació de candidats independents, del pes dels partits minoritaris Partit Popular Unit i Partit Demòcrata, i a la incorporació de faccions nacionalistes i catòliques.
El 17 de desembre de 1982 va tenir lloc la primera reunió del Consell Nacional Provisional del PRON, encapçalat pel conegut escriptor catòlic Jan Dobraczyński, associat a l'Associació PAX, que va ser escollit President del Consell Nacional Provisional el 17 de desembre de 1982. Marian Orzechowski, secretari del Comitè Central del PZPR, va esdevenir secretari general. El van seguir altres activistes destacats del PZPR: Jerzy Jaskiernia i Stanisław Ciosek. Els dies 2 i 9 de maig de 1983 es va celebrar el 1r congrés amb la participació de 1836 delegats.
Utilitzant la connexió de Dobraczyński amb els cercles catòlics i nacionalistes, PRON va promoure el concepte de "pluralisme permisible" dins de les seves files i va intentar soscavar l'emergent moviment de Solidaritat demostrant bones relacions amb l'Església catòlica polonesa, a més de fer apel·lacions molt nacionalistes. Encara que el socialisme com a ideologia oficial es va mantenir, la línia ideològica oficial de PRON era que "l'estat polonès constituïa el valor més alt", i els líders de Solidaritat van ser retratats com "antipatriòtics" i "antipolonesos".
La incorporació de faccions nacionalistes es va incrementar mitjançant la creació del Consell Assessor (Rada Konsultacyjna) el 1986, que incloïa en ell activistes de l'antiga Endecja com Maciej Giertych. Els nacionalistes de dreta van justificar la cooperació amb el règim comunista mitjançant arguments pragmàtics, compartint l'hostilitat comunista cap als dissidents liberals d'orientació occidental i desitjant "nacionalitzar" el sistema comunista des de dins. El PRON també va rehabilitar moltes tradicions nacionalistes poloneses, com el Dia de la Independència de Polònia l'11 de novembre, així com va fer reviure el culte a la personalitat de Józef Piłsudski. Els esdeveniments i celebracions nacionalistes promogudes per PRON també incloïen commemoracions de l'Aixecament del gueto de Varsòvia i l' aixecament de Varsòvia, prèviament mal vistos entre els cercles comunistes.
Va ser l'única organització que va presentar candidats a les eleccions de 1985 , que van resultar ser les últimes eleccions en què no es va permetre presentar cap candidat de l'oposició. Com a tal, va guanyar tots els seients del Sejm. Més endavant, com a part dels Acords de la Taula Rodona Polonesa de l'abril de 1989, que va obrir el camí per a eleccions multipartidistes, PRON es va garantir 299 dels 460 escons del Sejm (65%), amb els 161 restants per a eleccions amb l'oposició. El PRON va deixar d'existir a l'agost després que el Partit Demòcrata i el Partit Popular Unit van anunciar que formarien una aliança amb Solidaritat. Això va reduir el PZPR a una minoria a la cambra i va precipitar el nomenament del primer govern no comunista de Polònia des de la Segona Guerra Mundial. El Moviment Patriòtic per al Renaixement Nacional es va dissoldre formalment el novembre de 1989.

## Membres
| Partit                        | Nom polonès                          | Logo | Fundació               | Dissolució          | Ideologia             |
| ----------------------------- | ------------------------------------ | ---- | ---------------------- | ------------------- | --------------------- |
| Partit Obrer Unificat Polonès | Polska Zjednoczona Partia Robotnicza |      | 21 de desembre de 1948 | 30 de gener de 1990 | Comunisme             |
| Partit Popular Unit           | Zjednoczone Stronnictwo Ludowe       |      | 27 de novembre de 1949 | 29 November 1989    | Socialisme agrari     |
| Partit Demòcrata              | Stronnictwo Demokratyczne            |      | 18 de setembre de 1937 | Actiu               | Socialisme democràtic |

També va incloure nombroses organitzacacions, com les entitats catòliques Associació PAX, Znak, o l'Associació Social Cristiana, sindicats com l'Aliança de Sindicats de Polònia, entitats juvenils com l'Associació Polonesa d'Escoltisme i Guiatge, la Societat d'Amics dels Infants, entre d'altres.

## Resultats electorals

### Sejm
| Any  | Vots       | %     | Escons    | +/– | Pos. | Govern   |
| ---- | ---------- | ----- | --------- | --- | ---- | -------- |
| 1985 | 20,554,182 | 100   | 460 / 460 | =   | = 1r | Coalició |
| 1989 | 4,937,750  | 21.42 | 299 / 460 | 161 | 2n   | Coalició |